# وستلیک (تگزاس)
وستلِیک، تگزاس (به انگلیسی: Westlake, Texas) شهری در ایالت تگزاس از ایالات جنوبی ایالات متحده آمریکا است. در سرشماری سال ۲۰۰۰، جمعیت این شهر ۲۰۷ نفر اعلام شد.